# Patrick Van Horn
Patrick Van Horn (19 de agosto de 1969) es un actor estadounidense. Es conocido por su papel de Sue en la película Swingers de 1996, protagonizada junto a sus amigos de la vida real Jon Favreau, Vince Vaughn y Ron Livingston.
Anteriormente había aparecido en la película The Dead Pool (1988), de Harry el sucio, en la comedia de Pauly Shore El hombre de California (1992) y en la serie de televisión The Fresh Prince of Bel-Air en 1990. De 1992 a 1993 presentó la serie I Witness Video.
Después de Swingers, tuvo papeles en las películas de 1999 Tango para tres y Free Enterprise, y Four Christmases de 2008, que lo reunió con Vaughn y Favreau.

## Filmografía
| Año  | Título                  | Papel               |
| ---- | ----------------------- | ------------------- |
| 1988 | The Dead Pool           | Freeway Reporter #2 |
| 1992 | El hombre de California | Phil                |
| 1996 | Swingers                | Sue                 |
| 1998 | Ivory Tower             | Anthony Daytona     |
| 1999 | Free Enterprise         | Sean                |
| 1999 | Tango para tres         | Zach                |
| 2001 | Pursuit of Happiness    | Mike                |
| 2002 | Devious Beings          | Arrow               |
| 2008 | Four Christmases        | Darryl              |